# Depresión de Afar
La depresión de Afar (también llamada triángulo de Afar) es una región del Cuerno de África, donde las placas tectónicas africana y arábiga se están separando, y tiene su origen en el Gran Valle del Rift. En esta región se encuentra el punto más bajo de toda África, el lago Assal, a 155 metros bajo el nivel del mar.
El territorio de la depresión ocupa parte de Eritrea, Etiopía y Yibuti y, aunque es una zona activa de volcanes, es más conocida por los restos de homínidos fósiles, entre los que se encuentra Lucy, un espécimen de Australopithecus afarensis. Las tierras bajas de la depresión de Afar están dominadas por el calor y la sequía. 
El clima de la región varía entre los 35 °C durante la estación de las lluvias (de septiembre a marzo) y los hasta 60 °C que se llegan a alcanzar durante el resto del año, considerada la estación seca. Con una temperatura media anual de 47 °C, es considerado el lugar más cálido del mundo.

## Geología
La depresión de Afar consiste en un triple solapamiento de placas tectónicas donde las crestas en extensión que forman el mar Rojo y el golfo de Adén emergen sobre la tierra y se encuentran en el Gran Valle del Rift. Entre septiembre y octubre de 2005, 2,5 km³ de roca fundida fueron inyectados dentro de la placa a lo largo de un dique a profundidades de entre 2 y 9 km; esto forzó la aparición de una apertura de 8 metros de ancho en la superficie. Se pronostica que en 10 millones de años, los fenómenos geológicos terminarán para hacer desaparecer el Cuerno de África.

## Nacimiento de un nuevo mar

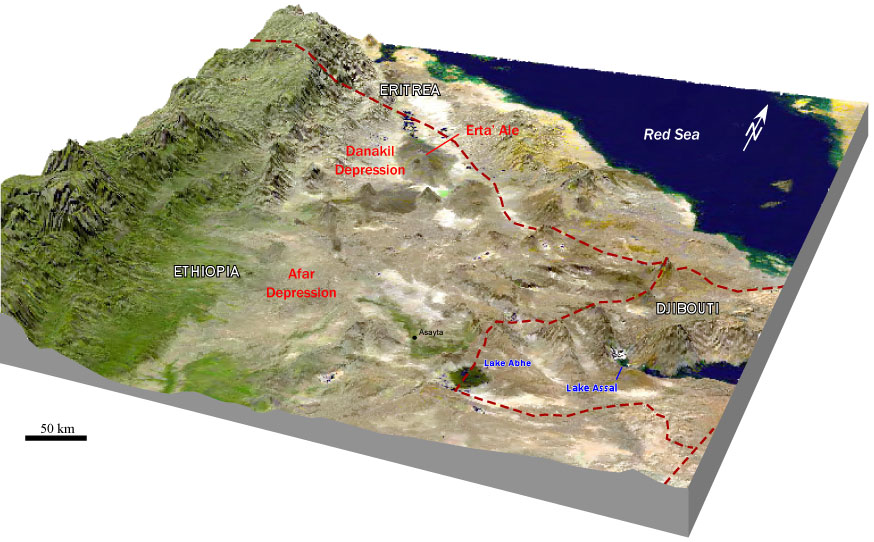
Vista en perspectiva de la depresión de Afar y zonas próximas, generada mediante modelos digitales a partir de imágenes Landsat.

El fondo de la depresión de Afar, donde se ubica el lago Abbe con una longitud total de 350 km está caracterizado por una intensa actividad tectónica, que está partiendo en dos el continente africano, y se encuentra por debajo del nivel medio del mar.
En los últimos 200 000 años, las aguas del mar Rojo han invadido la depresión por lo menos en tres oportunidades, como lo demuestran los diversos estratos de sal que se pueden apreciar en las escarpadas de las quebradas. La última de estas invasiones se produjo hace unos 80 000 años. La invasión del mar de la depresión de Afar, según opinan los geofísicos, puede volver a ocurrir en el futuro, llegando a formar un nuevo mar. 
El punto más alto de la depresión de Afar es el volcán Erta Ale, que en el idioma local significa «montaña humeante». Este es un volcán de la larga cadena dorsal del África oriental. La lava basáltica que sale del volcán Erta Ale es del mismo tipo de la que emerge de los volcanes submarinos. Las erupciones ocurridas en el pasado han cubierto con abundantes capas de esta lava de manera que la vegetación apenas sobrevive. 
En la cima del volcán Erta Ale se encuentra uno de los pocos lagos permanentes de lava fundida en la Tierra, alcanzando una temperatura de hasta 1200 °C. En general, el flujo de calor proveniente del manto no es suficiente para mantener la lava fundida en la superficie. Aquí también, de tanto en tanto, el calor disminuye hasta permitir que la superficie se solidifique formando una cáscara negra. De noche, cuando la cáscara se rompe, se producen efectos espectaculares.

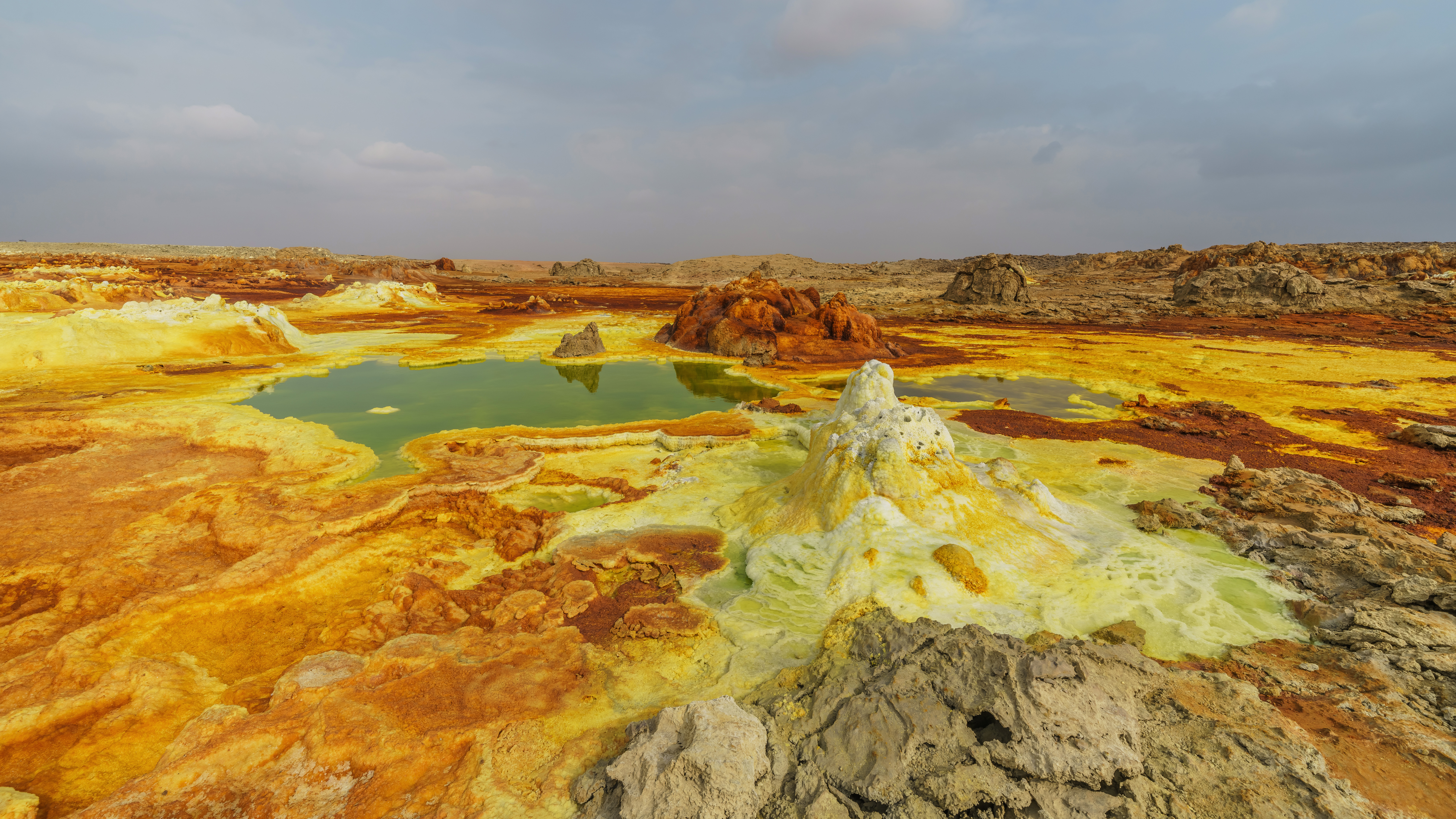
Danakil. Zona de aguas termales con alto contenido de sales y minerales.

La mayor parte de la población Afar se mantiene alejada del volcán, considerado como la morada de espíritus malignos. 
100 km al norte del Erta Ale, próximo a la frontera con Eritrea, se encuentra el cráter de Dallol, aquí el magma hierve debajo de la superficie alimentando a un vasto sistema de canales subterráneos en los cuales corre agua a elevadísimas temperaturas; como resultado se tiene una superficie de 1,6 km de ancho con fuentes de aguas hidrotermales y géiseres con alto tenor de azufre, que tiñe el suelo de amarillo, mezclado con tierras rojizas típicas de los suelos con contenido de hierro oxidado. A pocos pasos de estos paisajes multicolores, sin embargo, formaciones secas y grises recuerdan lo efímero de estas fuentes de agua. En efecto, cuando a causa de un seísmo o de otros fenómenos naturales los canales subterráneos se obstruyen, el flujo colorido de los minerales desaparece en el giro de un año.
El cráter de Dallol debe su aspecto surrealista a la lluvia que se infiltra en el suelo, en profundidad, en contacto con el magma se evapora y vuelve a la superficie atravesando espesos estratos de sal que es disuelto por su pasaje. La cristalización del sal en la superficie puede dar lugar a la formación de estructuras de grandes dimensiones o delicadas estructuras semejantes a la cáscara de un huevo. De estas, llamadas bocas de ventilación, también emanan gases que son tóxicos tanto para los animales que se detiene en el lugar como para los humanos.
Este ambiente nocivo para insectos, aves y mamíferos es propicio sin embargo para una compleja comunidad de microbios que prosperan en las aguas ácidas del Dallol. No sorprende que estas comunidades terrestres presenten notables semejanzas con comunidades submarinas análogas en las proximidades de las dorsales oceánicas.